# Comuna Hlazivka, Lenine
Hlazivka (în ucraineană Глазівка) este o comună în raionul Lenine, Republica Autonomă Crimeea, Ucraina, formată din satele Hlazivka (reședința), Iurkîne și Osovînî.

## Demografie
Componența lingvistică a comunei Hlazivka
     Rusă (74,97%)
     Ucraineană (13,78%)
     Tătară crimeeană (8,04%)
     Alte limbi (0,85%)
Conform recensământului din 2001, majoritatea populației comunei Hlazivka era vorbitoare de rusă (74,97%), existând în minoritate și vorbitori de ucraineană (13,78%) și tătară crimeeană (8,04%).